# John Donne
John Donne (angleška izgovorjava: /dʌn/), angleški pesnik in duhovnik, * 1572, London, Anglija, † 31. marec 1631.
John Donne je predstavnik t. i. »metafizičnih pesnikov« svojega obdobja. Njegovo delo, za katerega je značilen realističen, a čuten slog, vključuje sonete, ljubezenske in verske pesmi, prevode iz latinščine, epigrame, elegije, satire in pridige. Njegove pesmi v primerjavi z deli sodobnikov zaznamuje zveneč jezik in neposrednost metafor.
Donne je izšel iz predane rimskokatoliške družine, zato je vse do svoje spreobrnitve v anglikanstvo trpel preganjanje. Kljub odlični izobrazbi in pesniški nadarjenosti je več let preživel v revščini, odvisen od bogatih prijateljev. Leta 1615 je postal anglikanski duhovnik, leta 1621 pa še dekan katedrale svetega Pavla. Nekateri poznavalci so prepričani, da Donnova dela odražajo zgornje dogodke, saj je v zgodnjih letih pisal satire in ljubezenske pesmi, kasneje pa se je preusmeril na pridige. Nasprotno se drugi, denimo Helen Gardner, sprašujejo o zanesljivosti časovnega umeščanja del, saj je bila večina Donnovih pesmi izdana šele posmrtno (1633). Izjema so le Obletnice (Anniversaries, 1612) in Pobožnosti ob nepričakovanih dogodkih (Devotions upon Emergent Occassions, 1623). Znani so tudi datumi nastanka njegovih pridig, nekateri celo popolnoma točno. 

## Zgodnje življenje
John Donne se je rodil v londonski Bread Street v času med 23. januarjem in 19. junijem 1572 kot tretji od šestih otrok. Njegov oče, ki se je prav tako imenoval John, je bil valižanskega porekla in zaposlen v družbi, ki je trgovala z železnino. Ker je bil rimskokatoliške vere, se je iz strahu pred preganjanjem izogibal pozornosti vlade.
John Donne starejši je umrl leta 1576, njegova vdova Elizabeth Heywood pa je morala poskrbeti za vzgojo njunih otrok. Elizabeth je prav tako izhajala iz veljavne katoliške družine. Bila je hči dramatika Johna Heywooda in sestra Jasperja Heywooda, prevajalca in jezuita. Njen oče je bil nečak katoliškega mučenika Thomasa Mora.
Običaj mučeništva se je nadaljeval med Donnovimi ožjimi sorodniki, saj jih je bilo mnogo iz verskih razlogov usmrčenih ali izgnanih. Kljub prežeči nevarnosti je družina poskrbela za Donnovo šolanje pri jezuitih, kjer je prejel poglobljeno znanje o svoji veri, zaradi katerega je kasneje pogosto zahajal v ideološka verska nasprotja.
Elizabeth se je nekaj mesecev po moževi smrti poročila z bogatim vdovcem dr. Johnom Symingesom, ki je že imel tri otroke. Naslednjega leta, 1577, je umrla Donnova sestra Elizabeth, leta 1581 pa še Mary in Katherine. Preden je bodoči pesnik dopolnil deset let, je tako doživel že štiri smrti v ožji družini.
Donne je od enajstega leta študiral na Hart Hall (današnji kolidž Hertford v Oxfordu). Po treh letih je bil sprejet na Univerzo v Cambridgeu, kjer je študiral še nadaljnja tri leta. Na nobeni od teh ustanov ni mogel diplomirati, saj je zavrnil t. i. Prisego o nadvladi (Oath of Supremacy). Slednja je bila uzakonjena leta 1559 in je od vsakogar, ki je v Angliji opravljal javno ali cerkveno službo, zahtevala prisego zvestobe kralju kot vodilnemu v anglikanski cerkvi, zavrnitev pa so smatrali za izdajo. Kasneje so zahtevo po prisegi razširili še na člane parlamenta in na univerzitetne študente.
Leta 1591 so ga sprejeli na pravno šolo Thaives Inn, eno od londonskih odvetniških zbornic, ki so izobraževale študente prava (Inns of Court), naslednjega leta pa na podobno Lincoln's Inn.
Njegov brat Henry je pred letom 1591, ko so ga zaprli zaradi nudenja skrivališča katoliškemu duhovniku, prav tako študiral na univerzi. V zaporu je umrl za kugo, kar je v Johnu prebudilo prve dvome o katoliški veri. Članek v »British Authors Before 1800: A Biographical Dictionary«. Uredila Stanley Kunitz in Howard Haycraft. The H.W. Wilson Company, New York: 1952. Strani 156-158.</ref>
Med in tudi po končanem izobraževanju je Donne velik del svoje znatne dediščine zapravil za ženske, knjige, zabavo in potovanja. Čeprav natančni zapisi o njegovih potovanjih ne obstajajo, je znano, da je obiskal celinsko Evropo in se pri Cadizu leta 1596 pod grofom Esseškim in sirom Walterjem Raleighom boril proti Špancem, leta 1597 pa še pri Azorih. Prisostvoval je zmagi nad špansko admiralsko ladjo San Felipe.
Izaak Walton je v Donnovi biografiji, izdani leta 1640, zapisal:
 »V Anglijo se ni vrnil, dokler ni nekaj let preživel najprej v Italiji, nato pa v Španiji, kjer je se je seznanil z mnogo koristnimi dejstvi o obeh državah, njunih zakonih in načinu vladanja, ter se popolnoma izuril v njunih jezikih.«
Do 25. leta starosti se je dodobra pripravil na diplomatsko pot, katere si je očitno želel. Postal je glavni tajnik lorda čuvarja Velikega pečata (Lord Keeper of the Great Seal), sira Thomasa Egertona. Naselil se je v njegovem londonskem domu, York House na Strandu, v bližini najvplivnejšega družbenega centra tedanje Anglije, palače Whitehall. V naslednjih štirih letih se je zaljubil v Egertonovo sedemnajstletno nečakinjo (nekateri pravijo, da je imela le 14 oziroma 16 let) Anne More. Na skrivaj sta se poročila leta 1601, poroki pa sta nasprotovala tako Egerton kot Annin oče, George More. Poroka je uničila njegovo kariero, prinesla pa mu je tudi kratko bivanje v zaporu Fleet (Fleet Prison), enako tudi duhovniku, ki ju je poročil, ter poročni priči. Ko se je zakon izkazal kot veljaven, so Donna izpustili, potem pa je ta poskrbel tudi za izpustitev ostalih dveh. Walton pravi, da je Donne v pismu, s katerim je ženi sporočil, da je izgubil službo, zapisal: »John Donne, Anne Donne, Un-done (uničena)«. Zares je moral počakati vse do leta 1609, ko se je spravil s svojim tastom in prejel ženino doto.
Po izpustitvi iz zapora je Donne moral sprejeti preprosto podeželsko življenje v Pyrfordu v grofiji Surrey. V naslednjih letih je skromno plačo, s katero je preživljal sebe in svojo družino, služil z odvetništvom, odvisen pa je bil od ženinega bratranca sira Francisa Wollyja, pri katerem so tudi stanovali. Ker je Anne skoraj vsako leto rodila, se je s takšno gostoljubnostjo bratranec izkazal za zelo darežljivega. 
Čeprav je delal kot odvetnik in pomagal kot pisec pamfletov pri škofu Thomasu Mortonu, je Donne živel v stalni denarni negotovosti, saj se mu je družina neprestano večala. Do svoje smrti je Anne rodila enajst otrok, od katerih jih je preživelo devet. Imenovali so se Constance, John, Francis, Lucy (po Donnovi pokroviteljici Lucy, grofici Bedfordski in otrokovi botri), Bridget, Mary, Nicholas in Margaret. Francis in Mary sta umrla, preden sta dopolnila deseto leto. Obupan je Donne zapazil, da vsaka smrt sicer prinese lačna usta manj, a kaj, ko ni zmogel plačevati pogrebnih stroškov. V tem času je Donne napisal delo Biathanatos, ki je drzno zagovarjalo samomor, vendar ga ni objavil.

### Zgodnje pesništvo
Donnove prve pesmi izkazujejo izjemno poznavanje angleške družbe, združeno z ostro kritiko njenih nepravilnosti. Njegove satire se ukvarjajo s splošnimi elizabetinskimi temami, kot so korupcija pravnega sistema, povprečni pesniki in domišljavi dvorjani, a izstopajo po svoji intelektualni dovršenosti in z osupljivo metaforiko. Njegove podobe slabosti, bruhanja, govna in kuge so prispevale k stvarjenju močno satiričnega sveta, naseljenega z vsemi bedaki in zločinci Anglije. Njegova tretja satira pa se nasprotno ukvarja s problemom iskrene vere, kateremu je Donne pripisoval posebno pozornost. V njej zagovarja, da je bolje podrobno preučiti lastna verska prepričanja, kot slepo slediti kakršnikoli ustaljeni tradiciji, kajti pri poslednji sodbi besede, kot so »Janez, ali pa Franc, sta [jih] tako učila,« ne bodo rešile nikogar.
Čas njegovega zgodnjega pesniškega udejstvovanja zaznamuje tudi ljubezenska poezija, predvsem njegove elegije, v katerih je uporabil neobičajne metafore: tako naj bi bolha, ki grize dva zaljubljenca, predstavljala zakon. V Elegiji XIX, »Njegovi ljubici, ki gre v posteljo«, je pesniško slekel svojo ljubico in primerjal umetnost ljubljenja z odkrivanjem Amerike. V Elegiji XVIII je primerjal vrzel med dojkama svoje ljubice s Helespontom. Teh pesmi Donne ni objavil, čeprav je dovolil, da so krožile naokrog v obliki rokopisov.
Ker je bila ljubezenska poezija v Donnovem času nadvse moderna, obstajajo različna mnenja glede vprašanja, ali Donnove strastne pesmi zares govore o njegovi ženi Anne. A vendar se to zdi kar verjetno. Večino svojega zakona je preživela noseča ali pa v skrbi za dojenčke, kar očitno pomeni, da sta imela s pesnikom močno telesno razmerje. 15. avgusta 1617 je Anne pet dni po rojstvu mrtvega otroka, enajstega po vrsti v šestnajstih letih zakona, umrla. Donne je za njo globoko žaloval in se nikdar ni znova poročil, kar je bilo za tedanji čas nenavadno, še posebej, ker je moral poskrbeti za številno družino. Kasneje je, spominjajoč se ženine smrti, napisal 17. Sveti sonet.

## Kariera in poznejše življenje
Donne je bil v parlament izvoljen leta 1602 kot predstavnik volilne enote Brackley, vendar ta položaj ni bil plačan, zato si je moral še naprej močno prizadevati, da je lahko preživel svojo družino. Pri tem se je močno zanašal na bogate prijatelje.
Poezija je bila v njegovem času med pripadniki višjih slojev dokaj moderna, kar mu je omogočalo, da je pri njih iskal in našel pokroviteljstvo. Mnogo Donnovih pesmi je tako posvečenih bogatim prijateljem ali zaščitnikom, predvsem siru Robertu Druryju, ki je leta 1610 postal pesnikov glavni pokrovitelj. Prav zanj je Donne napisal dve Obletnici, Anatomijo sveta (An Anatomy of the World, 1611) in O napredku duše (Of the Progress of the Soul, 1612).  Čeprav zgodovinarji ne poznajo natančnih razlogov, iz katerih je Donne zapustil katoliško cerkev, je gotovo, da je bil v stiku s kraljem Jakobom I. V letih 1610 in 1611 je napisal dve protikatoliški polemiki: Psevdomučenika (Pseudo-Martyr) in Ignacijev konklave (Ignatius his Conclave). Čeprav je bil Jakob zadovoljen z Donnovim delom, je zavrnil njegovo ponovno vrnitev na dvor. Namesto tega ga je nagovoril, naj sprejme svete zadolžitve. Čeprav se sprva ni čutil vrednega za opravljanje duhovniške dolžnosti, se je leta 1615 vdal kraljevim željam in bil posvečen kot duhovnik anglikanske cerkve.
Donne je pozno leta 1615 postal kraljevi kaplan, predavatelj teologije na Lincoln's Inn leta 1616, leta 1618 pa je doktoriral iz teologije na Univerzi v Cambridgeu. Kasneje istega leta je postal kaplan vikonta doncastrškega, ki je bil poslanik pri nemških knezih. V domovino se je Donne tako vrnil šele leta 1620, naslednjega leta pa je postal dekan katedrale svetega Pavla, kar je predstavljalo vodilno in dobro plačano mesto v anglikanski cerkvi, katero je obdržal vse do svoje smrti. Med njegovim dekanovanjem je pri svojih osemnajstih letih umrla pesnikova hčerka Lucy. Leta 1624 je postal vikar pri cerkvi St. Dunstan's-in-the-West, 1625 pa kaplan kralja Karla I. Veljal je za izjemnega, nadarjenega pridigarja. 160 njegovih pridig se je ohranilo, vključujoč znamenito o dvoboju Smrti, ki jo je v palači Whitehall poslušal sam kralj Karel I. 
Donne je umrl 31. marca 1631, ne da bi v svojem življenju objavil kakšno pesem. Zapustil je dela, močno povezana s čustvenimi in intelektualnimi nasprotji, značilnimi za njegovo dobo. Pokopan je v katedrali svetega Pavla, kjer so mu postavili tudi spomenik. Izdelan je po risbi pesnika v mrtvaškem prtu, na njem pa je vklesan latinski napis, ki ga je verjetno sam sestavil. 

### Kasnejša poezija
Številne bolezni, denarne težave in smrti njegovih prijateljev so prispevale k razvoju mračnejšega in pobožnejšega tona, opaznega v kasnejših Donnovih pesmih. Omenjena sprememba je zelo opazna v Anatomiji sveta, ki jo je Donne napisal v spomin Elizabeth Drury, hčerke njegovega zaščitnika sira Roberta Druryja. Pesem na izredno temačen način prikaže dekletovo smrt, katero v nadaljevanju razširi še na izvirni greh in uničenje vesoljstva. Zanimivo je, da je Donne napisal svojo oporoko na dan svete Lucije (13. decembra 1630; njegovi umrli hčerki pa je bilo prav tako ime Lucy, torej Lucija). Pesem Večernica ob dnevu sv. Lucije, najkrajšem dnevu pripoveduje o obupu ob smrti drage osebe. Izraža občutenje skrajne ničevosti in brezupa: »Sleherna sem mrtva stvar ... znova povzročam odsotnost, temo, smrt.« Verjetno je, da je pesem napisal leta 1627, ko ni umrla le njegova prijateljica Lucy, grofica bedfordska, temveč tudi že omenjena pesnikova hči Lucy. Dan njunega godu je opisal z verzom: »Globoka polnoč obeh: kakor leta, tudi dneva.«
Spremembo lahko opazimo tudi v delih z versko tematiko, ki jih je Donne v tem obdobju pričel pisati. Njegovo zgodnje skepticistično prepričanje se je umaknilo trdni veri v tradicionalne biblijske vrednote. Po spreobrnjenju v anglikanstvo je Donne svoje književno delovanje osredotočil na verska besedila, pri čemer je predvsem izstopal kot odličen pridigar in pisec pesmi z versko vsebino. Njegova dela so pomembno vplivala na kasnejšo angleško književnost, denimo na roman Komu zvoni (For Whom the Bell Tolls) Ernesta Hemingwaya, naslov katerega izhaja iz Meditacije XVII, ter na delo Nihče ni otok Thomasa Mertona, ki si je naslov za svojo knjigo sposodil iz istega dela zbirke Pobožnosti ob nepričakovanih dogodkih (Devotions Upon Emergent Occasions).
Proti koncu življenja je Donne v svojih delih izzival smrt in strah, ki ga je ta vzbujala v mnogih. Izhajal je iz prepričanja, da umrli, ki odidejo v nebesa, živijo večno. Morda najlepši primer takega razmišljanja je deseti izmed Svetih sonetov, ki se začne z besedami: »Smrt, ne ponašaj se, če je kdo dejal, / da mogočna si in strašna, zakaj nihče / od tvojih žrtev v resnici ne umre, / in tudi jaz, uboga smrt, bom živ ostal.« Čeprav je leta 1631 že ležal na smrtni postelji, je vstal in podal pridigo Dvoboj Smrti (Death's Duel), ki so jo kasneje označili kot njegovo lastno pogrebno pridigo. V njej življenje prikazuje kot stalno spuščanje k trpljenju in smrti, upanje pa vidi v odrešitvi in nesmrtnosti v objemu Boga in Kristusa ter v vstajenju.

## Zapuščina
Johna Donna se kot duhovnika v anglikanski cerkvi ter v ameriški luteranski evangeličanski cerkvi spominjajo 31. marca.
Njegov spomenik, oblikovan po zgornji sliki, je bil eden redkih svoje vrste, ki so preživeli veliki londonski požar leta 1666. Danes ga najdemo v katedrali sv. Pavla južno od kora.

## Slog
Donna imajo za mojstra posebne primere (v angleščini imenovane conceit), ki združi dva izredno različna pojma v enega samega, pogosto z uporabo prispodob.
Za razliko od primer, ki jih najdemo pri drugih pesnikih elizabetinske dobe (največkrat podobnih Petrarkovim), ki so ustvarjale klišejske primerjave med sorodnejšimi pojmi (kot sta vrtnica in ljubezen), gredo metafizične primere z uporabo različnih pojmov globlje, čeprav včasih sledijo shakespearskim radikalnim paradoksom in nasprotjem, ki se rušijo sama vase. Ena najbolj znanih Donnovih primer najdemo v pesmi Slovo: prepoved žalovanja (A Valediction: Forbidding Mourning), kjer ločena ljubimca primerja z dvema krakoma šestila. 
Donnova dela so tudi duhovita, saj vključujejo paradokse, besedne igre in prikrite, a zanimive analogije. Pogosto so ironična, celo cinična, še posebej, kadar govore o ljubezni in človeških vzgibih. Običajne teme so ljubezen (posebej v zgodnjih delih), smrt (posebej po ženini smrti) in vera.
Njegova poezija predstavlja prehod od klasičnih oblik k bolj osebno obarvani poeziji. Donnove pesmi izstopajo po metriki, ki je zastovana na izmenjajočem se in ostrem ritmu, ki dokaj posnema običajni govor. Zato je bolj klasično usmerjeni Ben Jonson izjavil, da bi Donna morali obesiti, ker se ni držal poudarkov.
Donne je v 17. stoletju slovel zaradi svoje metafizične poezije. Njegova dela izražajo zdravo življenjsko slo in željo po užitkih, a obenem tudi izražajo globoka čustva. To mu je uspelo z uporabo posebnih primer, duhovitosti in lastnega intelekta, kot lahko vidimo v pesmih Sonce vzhaja (The Sunne Rising) in Razbij mi srce (Batter My Heart). Donnovo delo je prejelo mnogo kritik, posebej sodb o njegovi metafizični obliki. Njegovi neposredni pesniški nasledniki so težili k nasprotovanju njegovim delom, neoklasični pesniki pa so njegove primere imeli celo za zlorabo metafor. Znova so ga oživeli romantiki kot Samuel Taylor Coleridge in Robert Browning, čeprav so ga kasnejši občudovalci, denimo Thomas Stearns Eliot, skušali prikazati kot neromantičnega.

### Pesmi
- Pesmi (Poems, 1633)
- Pesmi ob različnih priložnostih (Poems on Several Occasions, 2001)
- Ljubezenske pesmi (Love Poems, 1905)
- John Donne: verske pesmi, pridige, pobožnosti in molitve (John Donne: Divine Poems, Sermons, Devotions and Prayers, 1990)
- Zbrane pesmi v angleščini (The Complete English Poems, 1991)
- Pesništvo Johna Donna (John Donne's Poetry, 1991)
- John Donne: pomembnejša dela (John Donne: The Major Works, 2000)
- Zbrane pesmi in izbrana proza Johna Donna, (The Complete Poetry and Selected Prose of John Donne, 2001)

### Proza
- Šest pridig (Six Sermons, 1634)
- Petdeset pridig (Fifty Sermons, 1649)
- Paradoksi, problemi, eseji, značaji (Paradoxes, Problemes, Essayes, Characters, 1652)
- Teološki eseji (Essayes in Divinity, 1651)
- Še neobjavljene pridige (Sermons Never Before Published, 1661)
- Pridiga Johna Donna o smodniški zaroti leta 1622 (John Donne's 1622 Gunpowder Plot Sermon, 1996)
- Pobožnosti ob nepričakovanih dogodkih in Dvoboj Smrti (Devotions Upon Emergent Occasions and Death's Duel, 1999)

### Kritična dela
- John Carey, John Donne: Life, Mind and Art, (London, 1981)
- A.L. Clements (ed.) John Donne's Poetry (New York in London, 1966)
- G. Hammond (ed.) The Metaphysical Poets: A Casebook, (London, 1986)
- T.S. Eliot, »The Metaphysical Poets«, Selected Essays, (London, 1969)
- George Klawitter, The Enigmatic Narrator: The Voicing of Same-Sex Love in the Poetry of John Donne (Peter Lang, 1994)
- Arthur F. Marotti, John Donne, Coterie Poet, (Madison:  University of Wisconson Press, 1986)
- H.L. Meakin, John Donne's Articulations of the Feminine, (Oxford, 1999)
- Joe Nutt, John Donne: The Poems, (New York in London, 1999)
- C.L. Summers and T.L. Pebworth (eds.) The Eagle and the Dove: Reassessing John Donne (Columbia: University of Missouri Press, 1986)
- John Stachniewski, The Persecutory Imagination, (Oxford, 1991)
- Stevie Davies, John Donne (Northcote House, Plymouth, 1994)
- James Winny, A Preface to Donne (New York, 1981)

## Biografije
- John Stubbs, Donne:  The Reformed Soul, Viking, 2006. ISBN 0670915106
- Edward Le Comte, Grace to a Witty Sinner: A Life of Donne, (Walker, 1965)
- Frank J. Warnke, John Donne, (U of Mass., Amherst 1987)